# Martonfalvi Tóth György
Martonfalvi György, Martonfalvi Tóth György (Kézdimartonfalva, 1635 – Debrecen, 1681. április 23.) református teológiai doktor, tanár, a latin nyelvű puritán teológiai irodalom képviselője.

## Élete
1635-ben született Erdélyben. I. Apafi Mihály fejedelem a franekeri egyetemre küldte tanulni, ahol 1659-ben a Biblia magyarázatából doktori címet nyert. Visszatérte után a nagyváradi református kollégiumban lett tanár, de miután a várost a törökök elfoglalták (1660. augusztus 27.), a megmaradt diáksággal együtt Debrecenbe ment. Itt szeptember 1-jétől a hit és mértan tanára volt. 1664. szeptember 14-én a tanulók kérésére rektor lett. 1666. január 2-án Apafi Mihály fejedelem őt és családját nemesi rangra emelte, és jelentős havi fizetést biztosított neki. 1675-től a hittan, szent könyvek és a logika tanára.

## Művei
- Petri Rami Dialecticae Libri Dvo. Perpetuis Erotematibus, Objectionibus, Exemplis, Ungarico idomate & Usu ita resoluti & illustrati, ut tyro qui Magnum illum Artium Magistrum Petrum Ramun in dialectica imitandum sibi proposuit … Ultrajecti, 1658. (Újabb kiadása: Debreczen, 1658.).
- Disputatio Theologica Anti-Bellarminiana De Concilio. Qvam … sub Praesidio D. Gisberti Voetii … Publice tueri conabitur … Ultrajecti, 1658.
- Disputatio Theologica Inauguralis De Foedere Dei, Quam Sacro sanctae Trinitatis Ausixilio Ex Auth … D. Philippi Matthaei … Pro lauria Doctorali Summisque SS. Theologiae honoribus consequendis Publice defendere conabitur … Franequerae; 1659.
- Disputatio Theologica De Presbyterio. Quam Divian aspirante Celemntia Sub Praesidio D. Georgii Martonfalvi Sacro S. Theologiae Doctoris … Publice examinandam proponit Michael S. Tholnai … Ad diem 3. Junii, Debrecini, 1662.
- Keresztenyi Inneples, Avagy Lelki Szent Mesterseg; Mely azt adgya elődben, mint kellyen néked az Ecclesiáktól rendeltetett és már bévött ünnepeket, Karácsont, Husvétot, Pünkösdöt a töb fiók innepekkel együtt megüllened és azok felől józanon értened: Mellyet predikállott A Debreczeni Ecclesiában 1663-ban Mart. 26. Debreczen. (Újra megjelent Debreczeni Ember Pál Szent Siklusához mellékelve. Kolozsvár, 1700.)
- Examen Logicum Vndecîm Decabivs Absolvtvm; In quo praecepta quaedam Logica Keckermanni, Vendelini, Bisterfeldii & aliorum quorundam, examinantur, ob justas causas rejicuntur, atque eorum objectiones refelluntur … Debrecini, 1664.
- Ars concionandi Amesiana Ita deliniata & illustrata, ut unusquisque hanc viam ingressus, accuratus & facilis concionator evadat. Debrecen, 1666.
- Exegesis Libri Primi Medvllae Amesianae, In qva qvanvm ad Fidei articulos attinet, qvicqvid in Sacro-Sancta Theologia reperitur secreti & ardui, qvicqvid in Schola continetur orthodoxi & obscuri, qvicqvid ab hodiernis haereticis vocatur in Controversiam, id fere totum, per quaestiones, objectiones, responsiones, ita explicatur, ut Sacro-Sanctae Theologiae Cultoribus, praecipue disputaturis & concionaturis, commodissime inservire qveat. Debrecen, 1670.
- Orthodoxa Diatribe, De Hodierna famosa peccatorum Paresi, seu Piorum V. T. plenissima peccatorum remissione. Uo. 1673.
- Exegesis Libri, Secundi Medullae Amesianae, In qua quantum ad observantiam, seu obedientiam erga Deum attinet, qvicqvid in Sacro sancta Theologia reperitur secreti & ardui, quicquid in Schola continetur orthodoxi & obscuri, quicquid ab hodiernis haereticis vocatur in controversiam, id fere totum, per quaestiones, objectiones, responsiones ita explicatur, ut sacro Sanctae Theologiae cultoribus, praecipue disputaturis et concionaturis, commodissime inservire queat. Debrecen, 1675. (Exegesis I. része az előbbeni).
- Czafolo Theológiája: Mellyet Amesius és Vendelinus szerint írt azoknak kedvekért, a kik az igaz Theologiát, és Vallást, hamar kévánnyák meg-tanúlni: és mellyet, ezen jó végért, a Debreczeni Collegium, maga költségén nyomtattatott ki. Debrecen, 1679.
- Szent Historija. Mellybe azokat a dolgokat, a mellyek ez világnak Teremtésetül fogván a Sz. Irásban megirattattanak az időkben megkülömbeztetésével és az esztendőknek meg-jedzésevel; summáson s értelmessen le-rajzolta. Azoknak kedvekért, a kik a Szent Bibliát, s abban le-tett Historiákat hamar és summáson akarják meg-tanúlni. Mellyet maga költségén kinyomtattatott a Debreczeni Collegium, és a meg-holtnak vótuma, s testamentoma szerént világra bocsátott Szilagyi Marton, azon Collegiumnak egygyik Professora. Debrecen, 1681.
- Több kéziratban levő munkája megvolt Csuthy Zsigmond birtokában.